# Kommunpartiet (Bengtsfors)
Kommunpartiet var ett lokalt politiskt parti som var registrerat för val till kommunfullmäktige i Bengtsfors kommun. Partiet var representerat i Bengtsfors kommunfullmäktige mandatperioden 1998/2002.